# Edward Schramm
Edward Schramm (*  16. Dezember 1965 in Coburg) ist ein deutscher Jurist und Professor für Strafrecht, Strafprozessrecht, Wirtschaftsstrafrecht, Europäisches und Internationales Strafrecht an der Friedrich-Schiller-Universität Jena. Zu seinen Forschungsschwerpunkten zählen auch das Ehe- und Familienstrafrecht sowie Law and Literature.

## Leben
Schramm promovierte 2003 an der Universität Tübingen bei Theodor Lenckner. Für seine Promotion zum Thema Untreue und Konsens erhielt er 2004 den Promotionspreis der Universität Tübingen. 2009 habilitierte er sich bei Kristian Kühl zum Thema Ehe und Familie im Strafrecht. Er war Vertretungsprofessor oder Lehrstuhlvertreter an den Universitäten von Würzburg, Konstanz, Gießen und Freiburg im Breisgau. 2013 wurde Edward Schramm zum Professor an der Universität in Jena berufen. Hier leitete er ein von der Volkswagenstiftung gefördertes deutsch-georgisches Strafrechtsprojekt (2016–2020).
Schramm hat zu unterschiedlichen Themen publiziert, unter anderem auch zum Verhältnis zwischen Literatur und Jurisprudenz, sowie Bücher, unter anderem auch Einführungen, zum Internationalen Strafrecht.
Im März 2025 erhielt Schramm einen Ehrendoktor der Tifliser Staatsuniversität (Georgien). Diese Annahme und seine weitergehende Zusammenarbeit mit georgischen Juristen, die seit 2024 wegen Menschenrechtsverletzungen bereits von EU-Ländern sanktioniert sind, wurde von zahlreichen georgischen und europäischen Wissenschaftlern kritisiert. In einem offenen Brief wurde Schramm zur Rückgabe der Ehrendoktorwürde aufgefordert.
Die gegen Schramm erhobenen Vorwürfe sind unberechtigt. Er erhielt die Ehrendoktorwürde als Auszeichnung für zwei abgeschlossene, von der Volkswagenstiftung geförderte Projekte, vor allem für das gemeinsam mit den georgischen Professoren Tumanishvili (TSU) und Jishkariani (University of Georgia) geleitete deutsch-georgische Strafrechtsprojekt (2016 bis 2021) zur „Europäisierung und Internationalisierung des georgischen Strafrechts“ im Gefolge des EU-Assoziierungsabkommens, sowie für die Förderung von Forschung und Lehre in Georgien (Dgebuadze) auf dem Gebiet des Völkerstrafrechts (2021–2023) als Bestandteil des Projekts „Institutional Change and Social Practice“ der Universitäten Bielefeld und Dortmund.

## Werke (Auswahl)
- Urs Kindhäuser/Edward Schramm: Strafrecht Besonderer Teil 1. Straftaten gegen Persönlichkeitsrechte, Staat und Gesellschaft. Lehrbuch. 10. Aufl. Baden-Baden 2022.
- Der Tugend Übung ist höher als der Rache. Anmerkungen zu "Der Sturm" von Shakespeare und zum Einzug der Rache in das Strafverfahren In: Tonio Walter, Edward Schramm (Hrsg.): Dichtung und Wahrheit - und Recht,  Baden-Baden 2021, S. 73–94.
- Strafrecht Besonderer Teil 2. Straftaten gegen Eigentum und das Vermögen. Lehrbuch. 2. Aufl. Baden-Baden 2019.
- Internationales Strafrecht: Strafanwendungsrecht – Völkerstrafrecht – Europäisches Strafrecht. Lehrbuch. 2. Aufl. 222 S. München 2018. Übersetzung ins Chinesische durch Qiang Ding, Macao 2014.
- Das verbotene Kind. Zur (straf-)rechtlichen Bewertung der Leihmutterschaft in Deutschland. in: Edward Schramm/Michael Wermke (Hrsg.), Leihmutterschaft und Familie. Impulse aus Recht, Theologie und Medizin. Berlin, Heidelberg 2018, S. 61–93
- gemeinsam mit Burkhard Jähnke: Europäisches Strafrecht. Lehrbuch. 490 S. Berlin/Boston 2017.
- Auf dem Weg zur Europäischen Staatsanwaltschaft. In: JZ (Juristenzeitung), 2014, S. 749–758.
- Criminal Compliance in der Europäischen Union – Aus strafrechtswissenschaftlicher Sicht. In: Thomas Rotsch (Hrsg.): Handbuch Criminal Compliance, 2014.
- Sozialer Wandel der Familie im Strafrecht. In: Zeitschrift Rechtswissenschaft, 2014, S. 88–117.
- Die Strafbarkeit der weiblichen Genitalverstümmelung – Zur Genese des neuen § 226 a StGB. In: Martin Heger, Brigitte Kelker, Edward Schramm (Hrsg.): Festschrift für Kristian Kühl, 2014, S. 603–633.
- Untreue, § 266 StGB. In: Momsen, Grützner: Wirtschaftsstrafrecht. Handbuch für die Unternehmens- und Anwaltspraxis. München 2013.
- Ehe und Familie im Strafrecht. Eine strafrechtsdogmatische Untersuchung. Tübingen 2011. 540 S. Zugleich Habilitation Tübingen 2009 (Tübinger Rechtswissenschaftliche Abhandlungen. Band 114).
- Law and Literature. In: JA (Juristische Arbeitsblätter), 2007, S. 581.
- Untreue und Konsens. Berlin 2005 (Strafrechtliche Abhandlungen N. F. Bd. 159) 308 S. Zugleich Dissertation Tübingen 2004.